# 大分県央飛行場

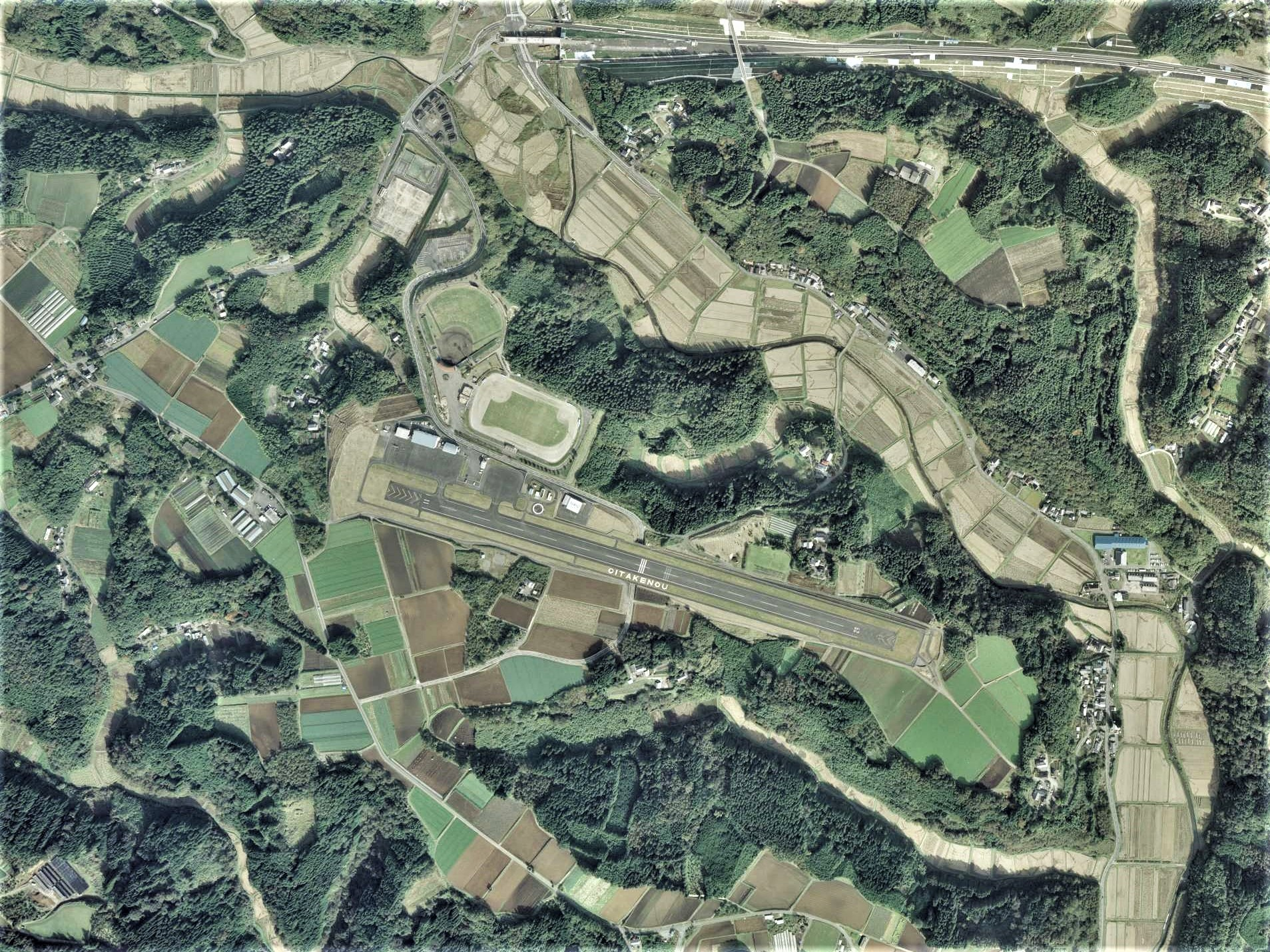
大分県央飛行場の空中写真（2008年撮影）

大分県央飛行場（おおいたけんおうひこうじょう）は、大分県豊後大野市大野町田代にある飛行場。大分県央空港（おおいたけんおうくうこう）とも呼ばれる。

## 概要
1988年に始まった農林水産省の農道離着陸場整備事業（通称：農道空港）のひとつとして建設され、1992年に豊肥地区農道着離陸場（空港種別では場外離着陸場）として開場。1997年1月14日にに人員輸送も可能な「その他の飛行場」に格上げされ、同年8月に現在の名称に変更され、同月19日から空港として開港した。
京浜地区への高付加価値の農作物の供給、及び、それによる農業の振興・地域の活性化が目的とされた。京浜地区まで直接飛行できる航続距離の飛行機は離着陸できないため、農産物は近隣の大分空港を経由して羽田空港まで運ばれていた。現在は採算面で当初の目的で利用されることはない。
旅客輸送に関しては、1997年8月19日より、九州航空（本社：大分市）が大分空港との間に定期便（使用機材・セスナ172 スカイホーク）を運航していたが、数年で廃止され現在は定期便がない。大分空港や福岡空港、鹿児島空港など近隣の空港への貸切飛行や遊覧飛行が主である。同社は、敷地内に運行管理事務所を設けている。
また、大分県防災ヘリ「とよかぜ」（川崎BK117C-1）の運航基地となっているほか、日本文理大学航空宇宙工学科が空港に隣接する敷地に県央空港エクステンション・キャンパスを設置し、エンジン運転や整備実習を実施している。（空港とは高低差があり、滑走路やエプロンとは繋がっていない）
2004年2月には「県央フライングクラブ」が設立され、運航会社である九州航空所有の機体を使用しレジャー飛行及び訓練飛行などを行っている。2014年6月22日より「大分フライングクラブ」に名称を変更した。

## 施設
- エプロン：コミューター用3バース、防災ヘリ用1バース、小型機用6バース
- 航空管制：大分県央フライトサービス 130.8MHz
- ターミナル施設：格納庫290m2、旅客ターミナルビル

## 空港へのアクセス

### バス
- 豊後大野市コミュニティバス、大野竹田バス
  - 「運動公園前」バス停下車、徒歩約10分
- 大分バス、九州産交バス
  - 「道の駅おおの」バス停下車、徒歩約15分

## ギャラリー

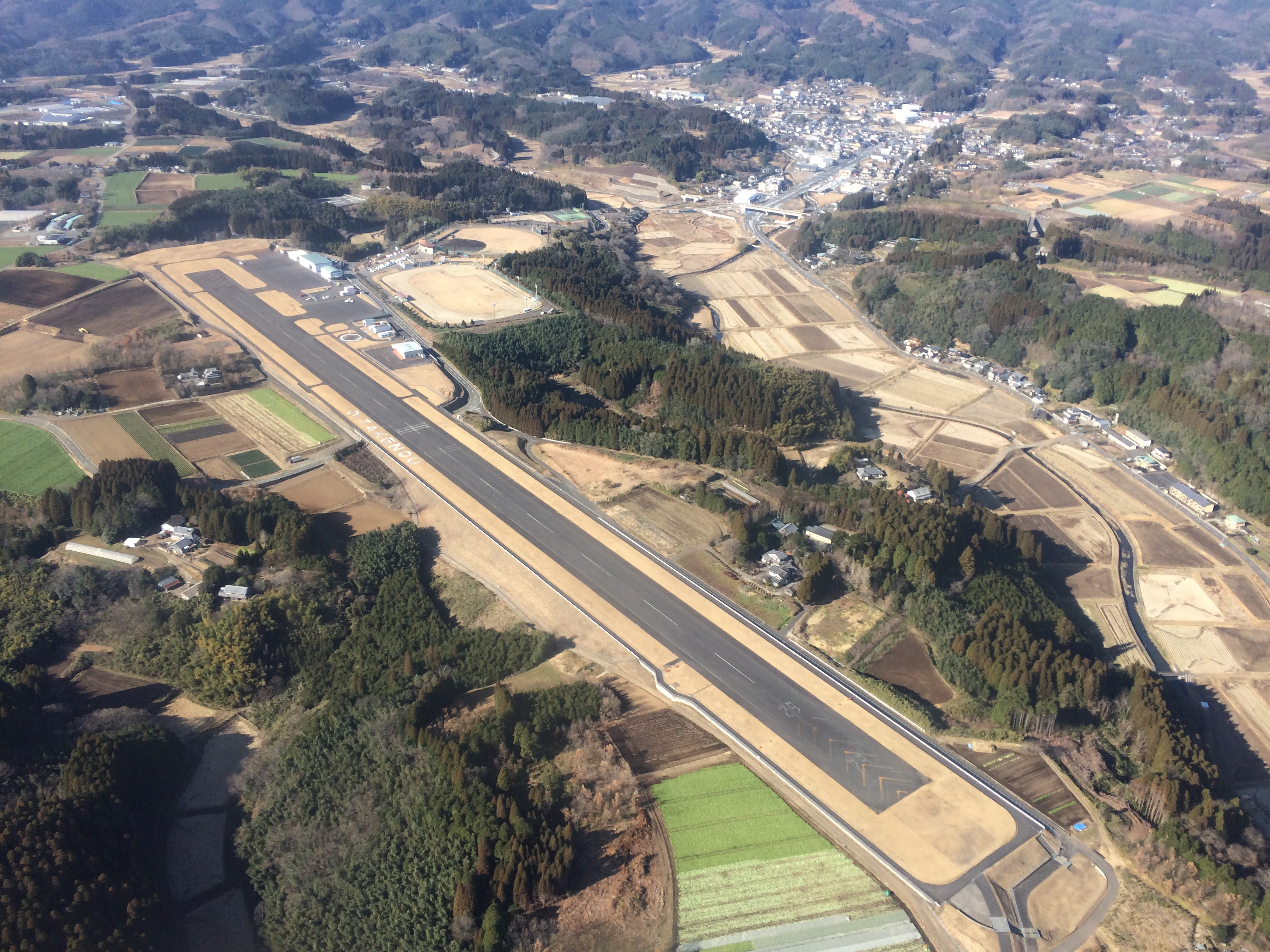
同飛行場空撮
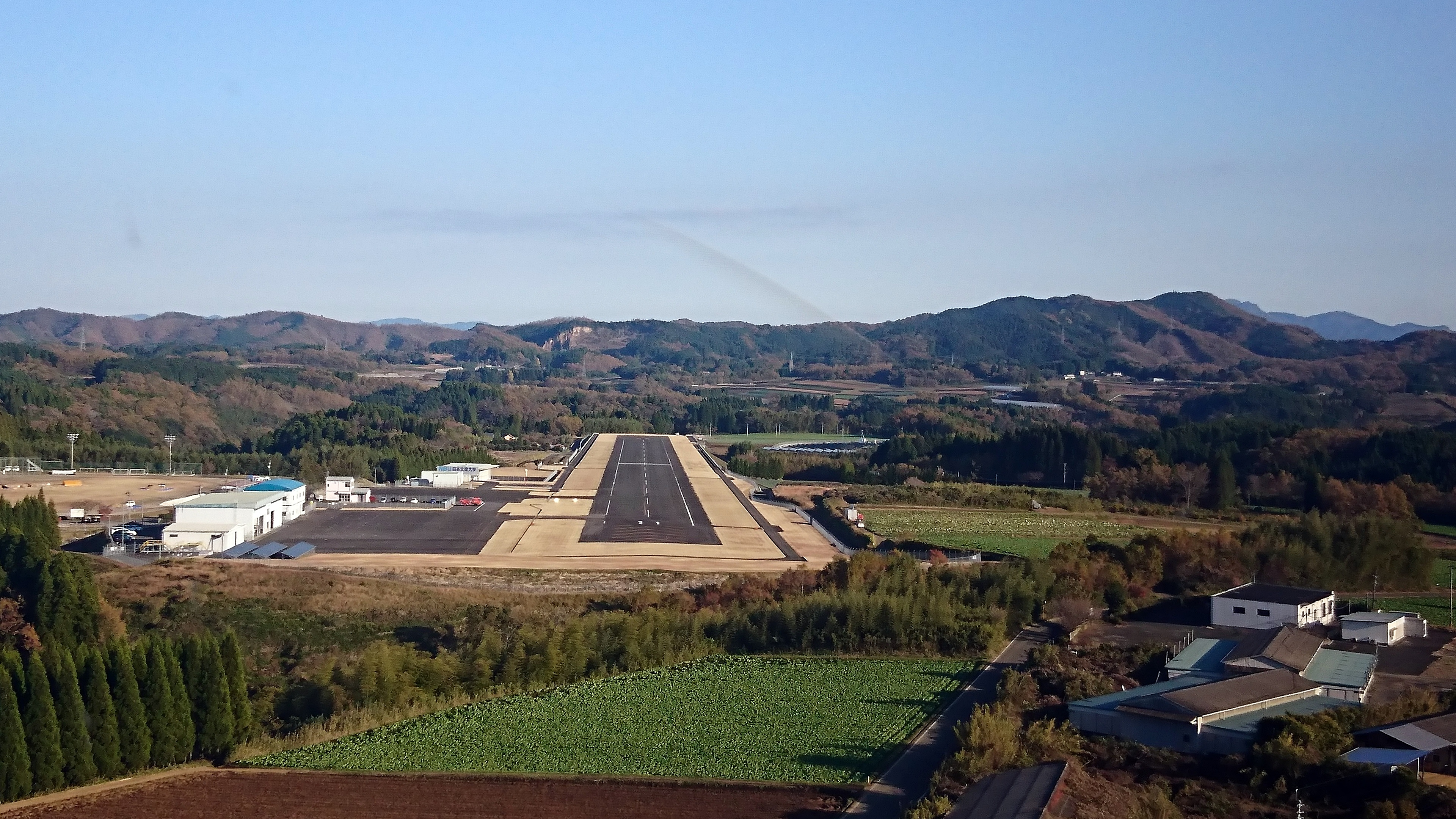
同飛行場へのアプローチ
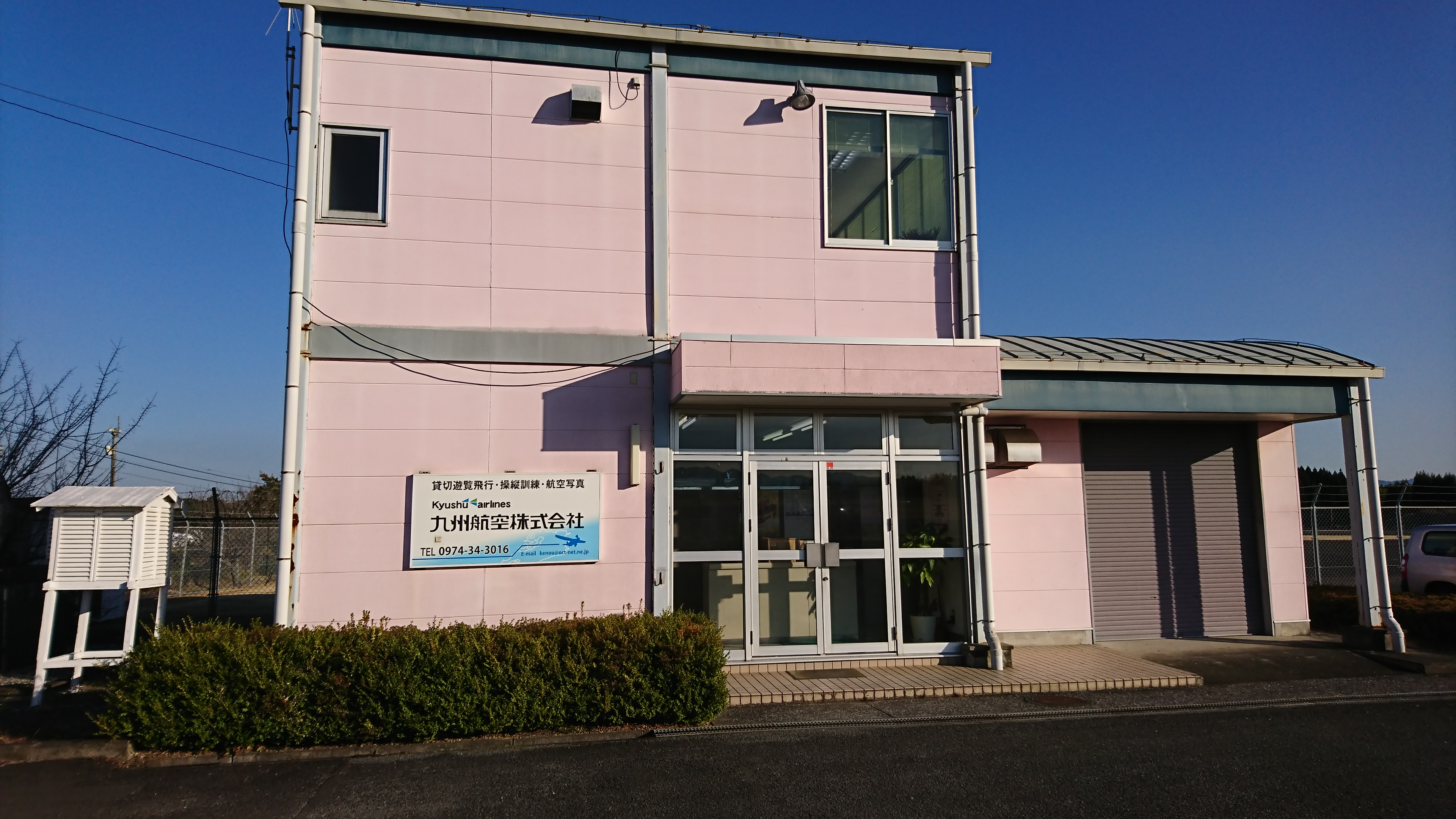
敷地内にある九州航空（株）大分県央運航所
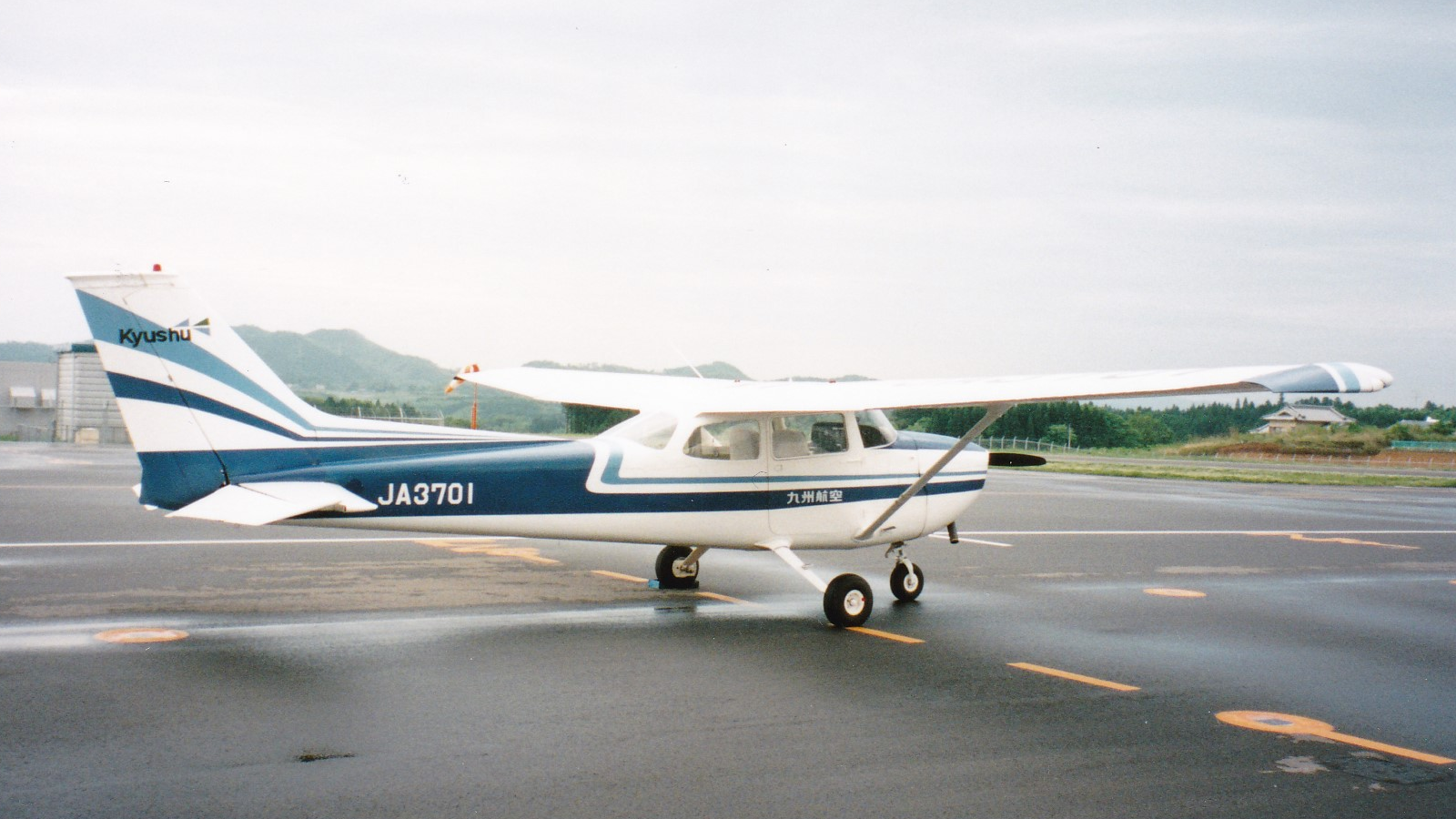
セスナ 172M JA3701（1998年）駐機場

## 事故
- 1999年3月24日 - セスナ 172M（JA3701）が大分県鎧ヶ岳の西北西の斜面に衝突。機長1人死亡[2][3]。